# يعسوب سقطرى الأزرق
يعسوب سقطرى الأزرق (الاسم العلمي: Azuragrion Granti)، هو نوع من اليعاسيب يتبع عائلة الرعاشينات ضيقة الأجنحة، يستوطن جزيرة سقطرى في المحيط الهندي.

## الوصف
كما يوحي اسمه فإن يعسوب سقطرى أزرق اللون إلى حد كبير مع علامات سوداء على رأسه، وخطوط سوداء على طول الصدر وعلى الجزء العلوي من البطن الذي يكون شاحبًا تحته. وتجد في الذكور اللون الأزرق في نهاية الجسم، أما الإناث فلها جسد ذهبي مائل إلى بني. ولها أجنحة ضيقة وشفافة تحملها عموديًا فوق جسمها عندما تكون في حالة راحة. 

## الانتشار
تستوطن هذه اليعاسيب جزيرة سقطرى، في اليمن حيث تتواجد في الغالب في الجزء الشرقي الجبلي من الجزيرة على مساحة 550 كم²  في جبال حجهر. ويبدو أنها لا تتواجد في النصف الغربي الكارستي من الجزيرة حيث يوجد عدد قليل من أجسام المياه العذبة المفتوحة التي يمكن العثور عليها هناك.
ويعد اليعسوب الأزرق السقطري، النوع الوحيد المتوطن من بين أنواع اليعاسيب في سقطرى، فهو يوجد بالجزيرة ولا يوجد في أي مكان آخر في العالم.

## الموطن
يوجد بأعداد وفيرة في الجداول على الجبال والوديان المتصلة بوادي حجهر، وهو يفضل المياه النظيفة، مثل الأنهار وبحيرات المياه العذبة المتقطعة ومستنقعات المياه العذبة والبرك.

## حالة الحفظ
كان هناك انخفاض في جودة الموائل المتاحة لليعسوب السقطري بسبب استخراج المياه والتلوث، وقد لوحظ هذا أيضًا في الأراضي المنخفضة حيث تتركز صناعة السياحة سريعة التطور. نتيجة لذلك، تم إدراج هذا النوع ضمن الأنواع شبه المهددة. بسبب توطنها وصغر نطاق الأنواع، فإن أي تأثيرات مستقبلية متوقعة من تطوير البنية التحتية في سقطرى سيكون لها بالتأكيد آثار سلبية.